# One Mile Above
One Mile Above (alternativ 1 Mile Above, Originaltitel KORA) ist ein taiwanisch-chinesischer Film von Jiayi Du, der auf einer wahren Geschichte beruht und die Radtour eines jungen Mannes durch den Himalaya zum höchsten Punkt Tibets thematisiert, die dieser unternimmt, um den letzten Wunsch seines Bruders zu erfüllen. Eines der Filmplakate warb mit der Aussage „A true Story of Courage and Endurance“ („Eine wahre Geschichte von Mut und Ausdauer“). Die Filmhandlung beruht auf Xie Wang Lins Roman Zhuan Shan.

## Handlung
Der vierundzwanzigjährige Student Shu-hao aus Taipeh hat eine ganz besondere Beziehung zu seinem älteren Bruder Shu Wei, zu dem er seit seiner Kindheit aufblickt. Auf einer Fahrradtour, die Lhasa, die heilige Hauptstadt Tibets, zum Ziel hat, und seit langer Zeit ein Wunschziel Shu Weis ist, stirbt er jedoch völlig unerwartet, sodass sein sehnlichster Wunsch unerfüllt bleibt. Shu-hao beschließt daraufhin, sich den Strapazen der weiteren Radtour durch den Himalaya auszusetzen, und stellvertretend für den geliebten Bruder die Tour zu Ende zu fahren.
Unterwegs zum höchsten Punkt Tibets begegnet Shu-hao Xiao Chuan einem erfahrenen Radtouristen, der ihm als Ratgeber und Motivator zur Seite steht. Ihm hat es der junge Mann entscheidend zu verdanken, dass eine Fülle von Herausforderungen gemeistert werden, von regnerischem und eiskalten Wetter über Schneestürme und wilde Hunde bis hin zur Überwindung der mentalen Gefühle, die einem ständig zuflüstern, die Tour abzubrechen. Nach einiger Zeit können beide jedoch gemeinsam die Grenze nach Tibet heimlich bei Nacht überqueren. Sie quartieren sich bei einer Familie ein, zu der eine allein erziehende junge Witwe gehört, die Gefallen an Shu-Hao findet, der ebenfalls nicht abgeneigt ist. Ihr Ziel verlieren die Männer trotzdem nicht aus den Augen und fahren weiter.
Als Shu-haos Begleiter später bei einer Abfahrt schwer verunglückt und auch er in seiner Unerfahrenheit beinahe eine Klippe hinunterstürzt, traumatisiert ihn das zusätzlich. Mit viel Glück konnte er gerade noch eine ernsthafte Verletzung vermeiden, ist aber nicht nur psychisch stark angeschlagen und wird von Fieberträumen geplagt, in denen ihm sein älterer Bruder in verschiedenen Gestalten erscheint. Nur kurz darauf bringt ihn eine Lebensmittelvergiftung in große Gefahr, nachdem er zuvor den Angriff eines Rudels gefährlicher tibetischer Mastiffs überlebt hat. Mehr tot als lebendig wird er an einem See gefunden und gesund gepflegt. Aber nach wie vor ist Shu-haos Wille ungebrochen, diese Radtour stellvertretend für seinen Bruder zu Ende zu bringen. Irgendwann erreicht er tatsächlich sein Ziel und kommt in Lhasa an, wo er sich zum höchsten Punkt und sodann zum Potala-Palast begibt. Diese entbehrungsreiche Reise hat tiefe Spuren hinterlassen, die Shu-haos Leben und seine Einstellung dazu verändert haben.

## Produktion

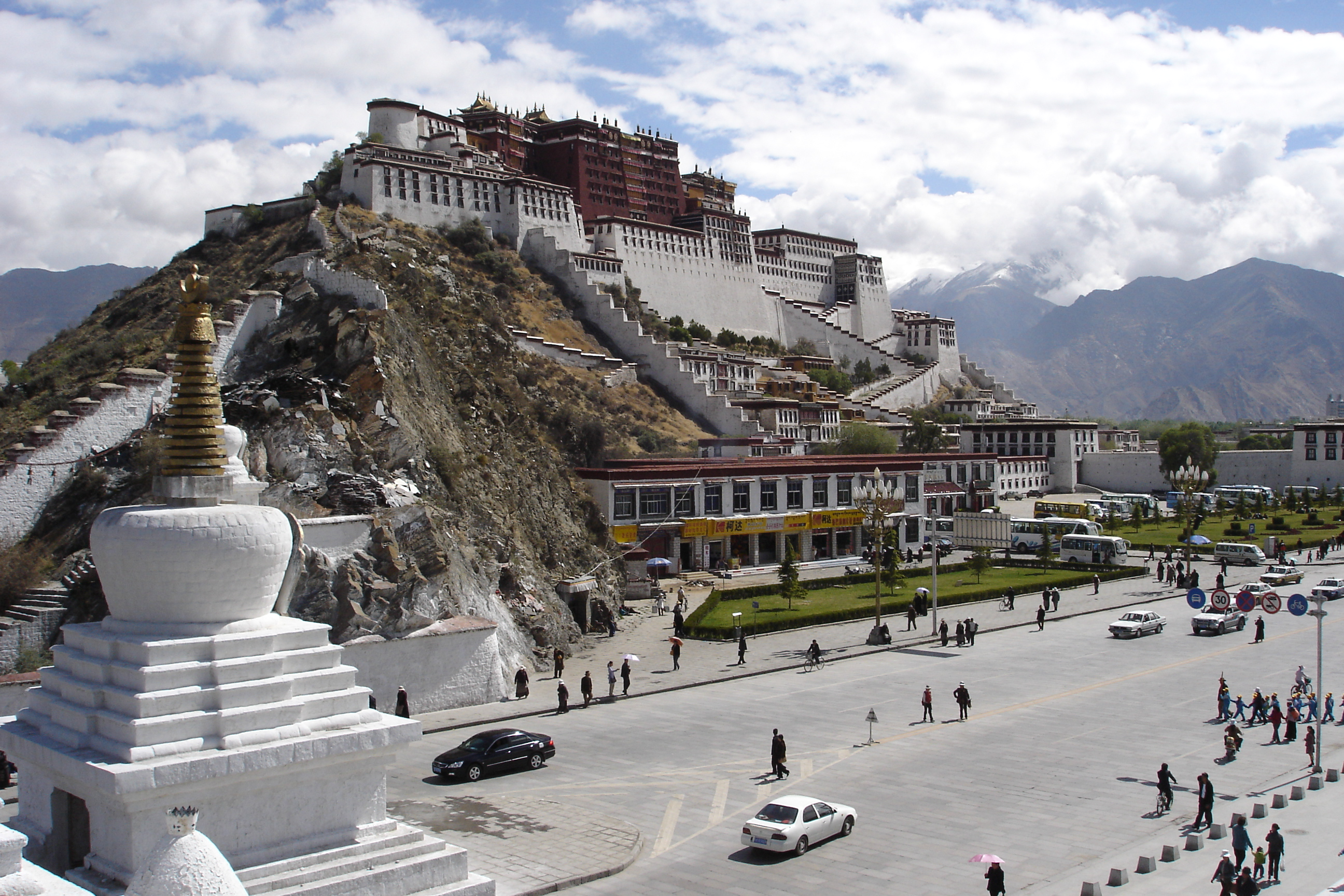
Potala-Palast in Lhasa, Ziel von Shu-haos Radtour

### Produktionsnotizen
Produziert wurde der Film von China Film Co-Production in Zusammenarbeit mit Solar Entertainment (Philippinen), vorgestellt von Taihe Universal Film Investment Co., Ltd. Die Originalsprache des Films ist Mandarin, der Film ist mit Titeln in chinesischer und englischer Sprache unterlegt.

### Veröffentlichung
Am 26. Oktober 2011 wurde der Film als Premiere auf dem Tokio International Film Festival vorgestellt. Am 3. November 2011 lief er in China an. Der Titel in Mandarin lautet 转山.

2012 wurde er auf folgenden Festivals vorgestellt:
- April: Udine Far East Film Festival in Italien
- Mai: Festival du Cinéma Chinois en France in Frankreich
- Juni: Peace & Love Film Festival in Schweden
- Oktober: Kaohsiung Film Festival in Taiwan
- 25. April 2013 Newport Beach International Film Festival in den USA

Vorgestellt wurde der Film auch in Ungarn, Taiwan, im Vereinigten Königreich und in den USA. Der englische Titel lautet One Mil Above.

## Rezeption

### Kritik
Gary Goldstein befasste sich in der Los Angeles Times mit dem Film und meinte, es sei ein sparsamer, manchmal liebenswerter Film, der auf Xie Wang Lins Roman Zhuan Shan basiere. Es werde überraschend wenig über Shu-hao oder dessen Bruder preisgegeben auf der anstrengenden Reise. Zwar sei Changs Darstellung sicherlich einfühlsam, da der Film der Figur aber nie wirklich unter die Haut gehe, gehe er auch dem Zuschauer nicht unter die Haut. Dennoch werde eine physisch beeindruckende, visuell überzeugende Reise gezeigt.
Jeannette Catsoulis stellte in der New York Times fest, dass Regisseur Du Jiayi mit seinem ersten Spielfilm versuche, uns davon zu überzeugen, dass es edel sei, sein Leben zu riskieren, um mehr als 1.100 Meilen durch einige der tückischsten Gebiete der Welt zu radeln und noch dazu, wenn man zuvor noch nie ein Fahrrad besessen habe. Die Kritikerin meinte, Mr. Chang sei ein einzigartig ausdrucksloser Hauptdarsteller. Kameramann Du Jie fülle die Lücken mit Eiscremebergen und atemberaubenden Ausblicken und liefere Momente visueller Ekstase, die den Zuschauer fast vergessen ließen, dass die Bilder Rücksichtslosigkeit und Leichtsinn einrahmen würden.
Ken Eisner von straight schrieb, diese Geschichte über Ausdauer und Chuzpe in großer Höhe sei an manchen Stellen klobig und offensichtlich und das Ende des Films sei etwas abrupt. Der der Film sei enorm unterhaltsam und voller wunderschöner Breitwandbilder, deren Beschaffung äußerst schwierig gewesen sein müsse. One Mile Above, eine seltene Koproduktion zwischen Taiwan und China, deutet chinesisch-tibetische Beziehungen an, denen ein vollkommen glückliches Arrangement zugrunde liegt. Eisner lobte die geniale, visuell atemberaubende Arbeit von Regisseur Jiayi Du und Kameramann Jie Du, die man beim besten Willen nicht bemängeln könne. Eine nette Geste seien Michiru Oshimas von Akustikgitarren getriebene Partituren. Auch sei ein fantasievoller Teil, in dem Zhuan während eines Schneesturms ohnmächtig wird und dem Geist seines verstorbenen Bruders begegnet, nur schwer zu vergessen.
Auf der Seite Modern Korean Cinema war zu lesen, dass der Film sowohl eine Entdeckungsreise sei als auch eine Hommage an die Beharrlichkeit. Du Jiayis Film sein ein wunderschönes Werk, das die Himalaya-Landschaft, in der es spielt, enorm nutze. Gelobt wurde die außergewöhnliche Fotografie und dass es Augenblicke gebe, die auch dem Zuschauer vielleicht Gänsehaut verursachen könnten. Schon allein die majestätischen Ausblicke, die der Film biete, seien den Eintrittspreis wert. Wenn möglich, solle man den Film auf einer großen Leinwand genießen.
Wes Greene befasste sich mit dem Film für slantmagazine.com und erklärte, warum der Film im Original Kora heiße. In der tibetisch-buddhistischen Tradition beziehe sich Kora auf eine spirituelle Pilgerreise oder Meditation, eine Idee, die den überschwänglichen Subtext des Films markiere und achtlos in eine vorgebliche Straßenbildvorlage eingebettet sei. Der Film schwelge in Spiritualität, ohne sie tatsächlich auszustrahlen und hadere ständig mit sich selbst darüber, was für ein Film er sein wolle – und per Definition der altbewährten Wohlfühl-Erzählkonvention – sein müsse.
Der Filmdienst sprach von einem „Bildgewaltige[n] (Sport-)Drama aus China. – Ab 16.“
Die Redaktionskritik von Cinema fiel positiv aus. Dort hieß es: „Preisgekrönte Begegnung mit anderen Kulturen und visuell überwältigender Höhentrip mit politischer und philosophischer Tiefe.“ Fazit: „Roadmovie für Abenteurer und Sinnsucher.“
Für die Prisma-Redaktion handelt es sich bei dem Film um Jiayi Dus „sensibel in Szene gesetztes Kinofilm-Debüt, das auf Filmfestivals gefeiert und mehrfach ausgezeichnet“ worden sei. Weiter hieß es: „Vor der Hintergrund der wunderbaren Landschaft des Himalaya entstand so ein Mix aus Roadmovie, ethnischer Studie und Drama, der von den grandiosen Bildern lebt, die von Michiru Oshimas Musik prächtig untermalt werden.“

### Auszeichnungen
Der Film wurde für neun Auszeichnungen nominiert und konnte folgende acht Auszeichnungen erringen:
Chinese Young Generation Film Forum 2011
- ausgezeichnet mit dem Jury Award Jie Du in der Kategorie „Beste Kamera“

Tokyo International Film Festival, Weltpremiere im Oktober 2011
- ausgezeichnet mit dem Artistic Contribution Award

Terracotta Far East Film Festival 2012
- Audience Award für den zweiten Platz[12]

Beijing Student Film Festival 2012
- ausgezeichnet mit dem Jury Award Jiayi Du in der Kategorie „Bestes Regiedebüt“

China Film Director’s Guild Awards 2012
- ausgezeichnet mit dem China Film Director’s Guild Award Jiayi Du in der Kategorie „Bester Neu-Regisseur“

Chinese Young Generation Film Forum 2012
- ausgezeichnet mit dem Jury Award Bryan Shu-Hao Chang in der Kategorie „Bester Schauspieler“

Shanghai Film Critics Awards 2012
- Auszeichnung des Films mit dem Film of Merit

Beijing Student Film Festival 2015
- ausgezeichnet mit dem Special Artistic Breakthrough Award
  - in der Kategorie „Die zehn besten chinesischen Regiedebüts des neuen Jahrhunderts“